# Vladimír Kýhos
Ifj. Vladimír Kýhos (Litvínov, 1956. június 23. –) olimpiai ezüstérmes jégkorongozó.

## Pályafutása
Az 1984-es téli olimpián tagja volt az ezüstérmes csehszlovák csapatnak. Még ugyanebben az évben a drafton a Minnesota North Stars választotta ki a hetedik kör 139. helyén. Az NHL-ben sosem játszott. 1987-ig a HC Plzen játékosa volt a csehszlovák első osztályban. 1988–1990 között a finn Jokipojat Joensuu csapatában szerepelt. 1990–1991-ben a finn Hermes Kokkolában játszott majd visszavonult.